# Kâli décapitée
Kâli décapitée est la huitième nouvelle du recueil Nouvelles orientales de Marguerite Yourcenar, paru en 1938.

## Résumé
Alliant beauté et horreur, Kâli suscite autant le désir amoureux que l'effroi. Si son corps est offert aux hommes sans distinction de caste, des pleurs incessants coulent sur son visage. En elle se conjuguent tous les contraires de la nature. 
Autrefois déesse céleste à la pureté lunaire, elle n'a pas vu venir la jalousie des dieux envieux qui l'ont décapitée avant de descendre aux Enfers, rongés de remords, chercher corps et tête qui y ont roulé. Une ressemblance malencontreuse leur fait joindre le chef sacré au corps d'une prostituée. 
Entraînée par la mémoire d'une chair débauchée, la déesse verse des larmes, tandis que la femme s'offre et jouit de la destruction sanguinaire qui naît dans son sillage. 
À la fin, la jeune courtisane rencontre un sage sans âge en méditation, ce qui marque la fin du voyage. Elle lui confie ses sentiments contradictoires, il lui assure que la nature humaine vit de contradictions ; ses paroles aident Kâli à trouver le silence serein. 